# Piotr Bezobrazov
Pour les articles homonymes, voir Bezobrazov.
Piotr Alexeïevitch Bezobrazov (en russe : Петр Алексеевич Безобразов) est un vice-amiral russe, né le 29 janvier 1845, mort le 17 juin 1906.

## Biographie
Diplômé de l'École du Corps naval des Cadets en 1864, de 1846 à 1866, au grade de garde-marine (grade en vigueur dans la Marine impériale de Russie de 1716 à 1917), il servit à bord de la frégate Dmitry Donskoï dans l'Océan Atlantique.
En 1866, il fut élevé au grade d'aspirant de marine. Entre 1883 et 1884 il fut affecté sur la frégate Sveltana. De 1885 à 1888 il exerça le commandement sur les canonnières Nuage et Orage, sur le navire à voiles Boussole. En 1880, il fut promu lieutenant de marine.
Entre 1888 et 1890 en qualité de commandant il servit à bord du clipper Cruiser appartenant à l'escadron de la Flotte du Pacifique. En 1890, il fut élevé au grade de capitaine (premier rang). Pendant les années 1892 et 1897 il commanda sur le croiseur Général-Amiral et le cuirassé Navarin.
En 1897 il fut promu au grade de kontr-admiral. En 1898, Piotr Alexeïevitch Bezobrazov fut nommé chef d'état-major. En 1901, il fut affecté en mer Baltique puis en mer Noire.

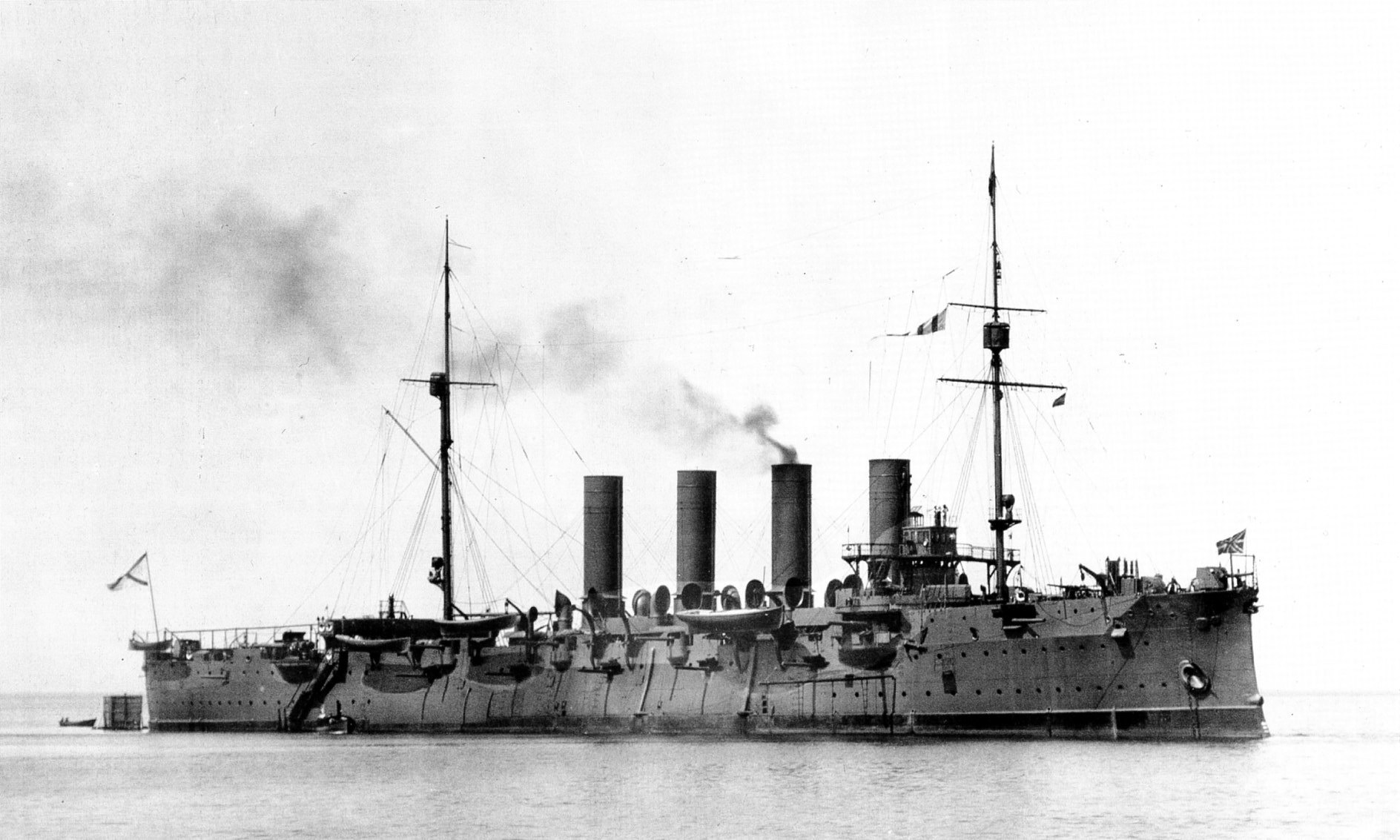
Le croiseur Russie

Le 1er janvier 1904 promu vice-amiral, il commanda la première escadre de la Flotte du Pacifique. Du 31 mai au 7 juin, il commanda la flotte des croiseurs de la brigade de Vladivostok (le Russie (construction débutée le 20 novembre 1897 - lancé le 12 mai 1895 - démoli le 3 octobre 1922), le Gromoboï (construction débutée le 7 mai 1898 - lancé le 26 avril 1899 - démantelé en 1922), le Rurik II (construction débutée le 19 mai 1890 - lancé le 16 octobre 1895 - coulé en 1904).
Au cours de la Guerre russo-japonaise (1904-1905), dans le détroit de Corée, il coula trois navires de transport de troupes, de chevaux et de matériaux destinés au chemin de fer (2 juin 1904). Pour cet acte de guerre, la même année il reçut l'Ordre de Saint-Vladimir (deuxième classe avec épée). Le 27 septembre 1904 il fut de nouveau transféré en mer Baltique. En l'absence du vice-amiral Zinovi Rojestvenski, retenu prisonnier par les Japonais depuis la bataille de Tsushima, il remplit provisoirement les fonctions de chef d'état-major de la Marine. En 1906, il fut admis dans le Conseil d'administration de la Marine impériale.
Il mourut le 17 juin 1906.

## Distinction
- 1904:Ordre de Saint-Vladimir (deuxième classe avec glaives)